# Nové Strašecí (stacja kolejowa)
Nové Strašecí – stacja kolejowa w miejscowości Nové Strašecí, w kraju środkowoczeskim, w Czechach. Znajduje się na wysokości 430 m n.p.m.
Na stacji istnieje możliwość zakupu biletów na wszystkiego rodzaju pociągi w tym również międzynarodowe. 

## Linie kolejowe
- 120 Praha - Kladno - Lužná u Rakovníka - Rakovník